# Bjudningen
Bjudningen (franska: L'Invitation) är en schweizisk komedifilm från 1973 i regi av Claude Goretta.

## Utmärkelser
Filmen vann Prix du Jury vid filmfestivalen i Cannes 1973.

## Rollista i urval
- Michel Robin - Rémy Placet
- Jean-Luc Bideau - Maurice Dutoit
- Jean Champion - Alfred Lamel
- Pierre Collet - Pierre Collard
- Jacques Rispal - René Mermet
- Cécile Vassort - Aline Thévoz
- Francois Simon - Emile
- Roger Jendely - tjuven